# L'art imite la nature
L'art imite la nature (en grec ancien : η τέχνη μιμείται την φύσιν, en latin : ars imitatur naturam) est une locution d'origine gréco-latine qui signifie que la nature constitue pour l'art un modèle à reproduire.

## Définitions et thèses
Derrière son apparente simplicité, la locution « L'art imite la nature », ou « L'art est l'imitation de la nature, » masque des sens divers. Elle peut être prise au sens factuel : ce que fait l'art, c'est reproduire la nature. Dans ce cas, la locution sert à décrire l'activité artistique. Elle peut aussi avoir un sens normatif : l'art doit ou devrait reproduire la nature. Dans ce cas, la locution sert à juger le produit de l'art. Ces deux sens sont utilisés par Iris Murdoch. Murdoch fait d'ailleurs remarquer qu'« Il est facile d'avoir les idées embrouillées, ou plutôt de nous embrouiller nous-mêmes quand nous réfléchissons à cette question », celle de savoir « qu'est-ce exactement que l'imitation, et qu'est-ce qui peut être reconnu comme étant de l'imitation ? ». Le sens normatif est utilisé par Sœur Saint-Martin-de-Tours.

Il y a une ambiguïté sur le terme de « nature », qui permet là encore au moins deux sens possibles. Soit l'art imite l'apparence des choses naturelles, c'est-à-dire la nature naturée, le résultat de la production naturelle. L'art reproduit donc la nature considérée comme un donné extérieur, que l'artiste perçoit et dont il veut donner l'illusion en quelque sorte. Soit l'art imite le processus de production de la nature, c'est-à-dire la nature naturante, la nature en tant qu'activité et non en tant que résultat. L'art reproduit donc la nature comme de l'intérieur, comme s'il était à sa place. Cette distinction entre nature naturée et nature naturante est empruntée par le phénoménologue Mikel Dufrenne à Spinoza pour concevoir le rapport entre l'art et la nature. Il écrit :
« Imiter ne signifie pas seulement reproduire le modèle, mais suivre un modèle – imiter, par exemple, Jésus-Christ. Et l'on remarque aujourd'hui qu'Aristote ne recommande pas, comme la tradition l'a cru, d'imiter les choses naturelles, mais d'imiter la nature : de produire des objets qui, bien qu'ayant leur principe dans la poiésis humaine, manifestent la même puissance d'exister que les objets qui ont leur principe en eux-mêmes et témoignent ainsi de la poiésis de la nature. »

## Histoire

### Antiquité grecque
Si Platon n'utilise pas l'expression, il soutient que l'art est une imitation des apparences sensibles que l'on trouve dans la nature ; or, les apparences sensibles n'étant qu'un simulacre du réel, l'art qui l'imite n'est qu'un simulacre de simulacre,.
Aristote est le premier à écrire que l'art imite la nature, dans la Physique. Il utilise en grec le terme de technè pour désigner l'art, c'est-à-dire la technique productrice, et non l'art dans son sens latin ars, artis, qui désigne les beaux-arts[réf. nécessaire]. L'art n'est pas une simple imitation, ni une concurrence, ni une servilité. L'art vise à « achever ce que la nature n'a pas pu mener à bien ». Cette imitation est donc recommandable. La nécessaire observation de la nature par l'utilisateur de la technique est une partie de la mimèsis.

### Antiquité romaine
Sénèque écrit dans les Lettres à Lucilius que omnis ars naturae imitatio est (« tout art est l'imitation de la nature »). Selon lui, en effet, l'art est image de la nature. L'utilisation du mot ars (l'art) est ici au sens de l'art artistique, et non de l'art-technè.

### Moyen Âge
Thomas d'Aquin passe la célèbre formule au filtre de la scolastique. Il écrit dans sa Somme théologique que ars imitatur naturam. Selon lui, la phrase signifie à la fois que l'art reproduit la nature, et que l'art opère comme la nature. L'art est ici entendu dans son sens d'art-technè : la nature, lorsqu'elle « guérit le malade en altérant, maîtrisant et chassant la matière qui causait la maladie », agit comme un médecin, et vice versa.

### Renaissance et Âge classique
Thomas Hobbes ouvre le Léviathan (1651), par une réflexion sur la nature. Reprenant Aristote, il écrit que « la nature [...] est si bien imitée par l'art de l'homme, en ceci comme en de nombreuses autres choses, que cet art peut fabriquer un animal artificiel ». 
L'astronome et penseur de la nature Johannes Kepler s'oppose à la thèse aristotélicienne. La révolution scientifique de son époque lui fait percevoir différemment le rapport entre la nature et la technique. Il écrit que « Dieu, à la manière d'un de nos architectes, a procédé à la construction du monde par ordre et norme, ayant mesuré chaque chose de telle façon qu'il semble non que l'art imite la nature, mais que Dieu lui-même regardait par avance l'art de construire de l'homme à venir ».
René Descartes renverse la proposition d'Aristote en écrivant: « du moment que l'art est un imitateur de la nature et que les hommes peuvent fabriquer des automates variés dans lesquels, sans aucune pensée, se trouve le mouvement il semble conforme à la raison que la nature produise aussi ses automates, mais qui l'emportent de beaucoup sur les produits de l'art, à savoir toutes les bêtes »,. La copie conduit à la connaissance de l'exemplaire.
Nicolas Boileau, dans l'Art poétique, appelle ses lecteurs à apprendre ce que produit la nature pour que leur art sache l'imiter.

## Critiques
L'idée que l'art imite ou doit imiter la nature a été critiquée et rejetée par plusieurs philosophes et artistes.
Hegel dans son Esthétique définit l'imitation de la nature en art comme « la reproduction habile d'objets tels qu'ils existent dans la nature ». Il précise qu'il s'agit de « refaire une seconde fois, avec les moyens dont l'homme dispose, ce qui existe dans le monde extérieur, et tel qu'il y existe ». Mais Hegel s'empresse de condamner ce but assigné à l'art par les partisans de la théorie de l'imitation, en affirmant que « cette répétition peut apparaître comme une occupation oiseuse et superflue ». Pour Hegel, imiter la nature ne répond pas à un besoin, c'est un jeu présomptueux et inutile, qui ne donne de toute façon qu'un résultat inférieur à ce que produit la nature elle-même. Si l'art devait imiter la nature, son accomplissement ultime serait l'illusion produite par Zeuxis, l'artiste grec qui peint des raisins tellement semblables à leur apparence naturelle que des oiseaux s'y trompent. Enfin, avant Wilde, Hegel suggère que c'est la nature qui imite l'humain, par exemple lorsque le rossignol chante et qu'il émet des sons « qui ressemblent à l'expression de sentiments humains ».
Charles Baudelaire dans son « Éloge du maquillage » pose la question suivante : « Qui oserait assigner à l'art la fonction stérile d'imiter la nature ? ». Pour le poète, c'est l'artifice qui embellit les choses, par exemple le maquillage embellit le visage, tandis que la nature est assimilée à l'affreux. « Passez en revue, analysez tout ce qui est naturel, toutes les actions et les désirs du pur homme naturel, vous ne trouverez rien que d’affreux ». Imiter la nature telle quelle ne permet donc pas de créer de belles choses. C'est l'artifice qui corrige les défauts et les imperfections naturelles.
Friedrich Nietzsche dans une remarque non publiée de La Naissance de la tragédie, prend à son tour ses distances avec la thèse aristotélicienne de la mimèsis.
Oscar Wilde a renversé la formule en son contraire, écrivant que « L'Art crée un effet incomparable et unique et puis il passe à autre chose. La Nature, elle, oubliant que l'imitation peut devenir la forme la plus sincère de l'inculte,
se met à répéter cet effet jusqu'à ce que nous en devenions absolument las ».
Le peintre Paul Klee, dans sa Théorie de l'art moderne, soutient que l'artiste, loin d'imiter la nature de façon réaliste, « en arrive souvent à une « déformation » apparemment arbitraire des réalités naturelles ». Il pose comme « credo du créateur » : « L'art ne reproduit pas le visible ; il rend visible ». Pour Klee, dans l'abstraction « s'amoindrit l'appareil propre à la représentation réaliste des apparences [naturelles] ». Franz Marc, autre peintre expressionniste, soutient paradoxalement que la nature est « au cœur de tous les arts », y compris du sien, mais que l'art ne reproduit pas la nature. Il écrit « Nous ne nous cramponnons plus à la reproduction de la nature. Nous la détruisons de manière à révéler les puissantes lois qui règnent derrière cette admirable façade ».
Arthur Danto dans son article « Le monde de l'art » critique également la théorie de l'imitation.